# Diadora (bedrijf)
Diadora is een Italiaans sportkleding- en schoenenmerk.
Het bedrijf werd in 1948 opgericht in Veneto door Marcello Danieli. Het bedrijf groeide tot in de jaren 80 uit tot een wereldmerk op het gebied van sportkleding en -schoenen voor onder andere tennis, voetbal, wielrennen, hardlopen en rugby en heeft fabrieken in Italië, de Verenigde Staten en Hongkong.
Diadora werd ook bekend als sponsor van verschillende teams en individuele sporters. Onder andere de Nederlandse voetbalclubs SBV Vitesse, Roda JC en FC Twente en het Belgische Standard Luik werden door Diadora gesponsord.
In 2008 sloot het bedrijf een joint venture met Win Hanverky Holdings Limited, genaamd Winor International Company Limited. Deze joint venture mocht de naam Diadora gebruiken voor productie en verkopen in China.
In 2009 kwam het bedrijf in financiële problemen en het bedrijf werd opgekocht door de oprichter van het schoenenmerk Geox.